# 小行星3992
小行星3992（英語：3992 Wagner）是一颗围绕太阳公转的小行星。1987年9月29日，佛蒙特·伯根在陶腾堡发现了此天体。
这颗小行星的绝对星等为154.8666077682088等。